# Плавське
Плавське (до 31.12.1987 Новогригорівське) — село в Україні, у Генічеській міській громаді Генічеського району Херсонської області. Населення становить 835 осіб.

## Історія
У 1989 році почалося будівництво нової школи
12 червня 2020 року, відповідно до Розпорядження Кабінету Міністрів України № 726-р «Про визначення адміністративних центрів та затвердження територій територіальних громад Херсонської області», увійшло до складу Генічеської міської громади.
17 липня 2020 року, в результаті адміністративно-територіальної реформи та ліквідації  колишнього Генічеського району увійшло до складу новоутвореного Генічеського району.
Село тимчасово окуповане російськими військами 24 лютого 2022 року.

## Соціальна сфера
В селі є загальноосвітня школа, у ній навчається приблизно 85 учнів. Є дитячий садок «Білосніжка», 3 магазини, будинок культури (будівля школи і будинку культури нова, її відкриття відбулося у 1989 р.), лікарська амбулаторія, будівлю якої було збудовано у 1988 р.